# Război în paradis
Război în paradis (în engleză Paradise City) este un film de acțiune american din 2022, regizat de Chuck Russell.

## Rezumat
Când vânătorul de recompense Ian Swan este împușcat și presupus mort după ce a dispărut în apele Maui, fiul lui Swan, Ryan, fostul său partener și un detectiv local pornesc în căutarea ucigașilor săi. După ce sunt amenințați de un broker nemilos, Ryan și echipa sa par să nu mai aibă opțiuni până când o excursie în comunitatea insulară Paradise City, foarte bine păzită, îi unește cu un aliat neprevăzut.

## Distribuție
- Bruce Willis - Ian Swan
- John Travolta - Arlene Buckley
- Stephen Dorff - Robbie Cole
- Blake Jenner - Ryan Swan
- Praya Lundberg - Savannah
- Corey Large - Zyatt Dean
- Branscombe Richmond - Senatorul Kane
- Laird Akeo - Koa Kahale
- Lorenzo Antonucci - Scorpionul
- Kate Katzman - Nikki
- Amber Abara - Gerry
- Carrie Anne Bernans - Kai

## Producție
În 2006, coscenaristul și producătorul Corey Large a venit cu ideea de a-i reuni pe actorii Bruce Willis și John Travolta, care au jucat amândoi în Pulp Fiction (1994). Război în paradis a fost anunțat douăzeci și șapte de ani mai târziu, în mai 2021. Filmările au început pe 17 mai 2021, în Maui, Hawaii, și s-au încheiat după trei săptămâni.